# أندرو غوردون (أستاذ جامعي)
أندرو غوردون (بالإنجليزية: Andrew Gordon)‏ هو مؤرخ ومؤرخ عسكري بريطاني، ولد في 23 يوليو 1951.